# Chiluba
El idioma chiluba, tshiluba o luba-kasai  es una lengua bantú hablada por más de 6 millones  de personas en la República Democrática del Congo en la provincia de Kasaï, ubicada en el sudeste del país. Tiene la categoría de lengua nacional.
Es la lengua de los luba en el este y de los bena-lulua en el este de la provincia. Ambos grupos hablan variantes significativamente distintas del idioma.

## Curiosidades
El chiluba posee la palabra de más difícil traducción según una encuesta realizada por la compañía especializada Today Translations. El sondeo, realizado entre más de un millar de intérpretes de todo el mundo, halló que el término ilunga es el más complicado para traducir. Su significado aproximado es «persona capaz de aguantar una vez una ofensa o abuso, de permitir incluso el mismo abuso en una segunda ocasión, pero jamás en una tercera oportunidad».